# 金齐希河谷哈斯拉赫
金齐希河谷哈斯拉赫（德語：Haslach im Kinzigtal，發音：[ˈhaslax ʔɪm ˈkɪntsɪçˌtaːl]）是德国巴登-符腾堡州弗赖堡行政区奥尔特瑙县的城市，面积18.67平方千米，2023年12月31日人口为7,241人。